# Cammino ottico
Viene chiamato cammino ottico il percorso di raggi luminosi attraverso apparecchi ottici (microscopi, telescopi, ecc.). Se il raggio percorre tratti di lunghezza {\displaystyle l_{i}} all'interno di {\displaystyle N} mezzi aventi indice di rifrazione {\displaystyle n_{i}}, il cammino ottico totale sarà: 
{\displaystyle L=\sum _{i=1}^{N}n_{i}l_{i}}
ed esso subirà uno sfasamento dato da
{\displaystyle \Delta =k_{0}L={\frac {2\pi }{\lambda _{0}}}L}
dove {\displaystyle \lambda _{0}} è la lunghezza d’onda della radiazione nel vuoto. Tale sfasamento è lo stesso che l'onda subirebbe attraversando nel vuoto una distanza pari al cammino ottico.
Si suppone per semplicità che la luce sia costituita da piccole particelle (fotoni) che si muovono lungo guide diritte fintanto che non vengono deviate da lenti, specchi o altri elementi costruttivi ottici. Anche per la direzione del percorso dei raggi X viene utilizzato questo concetto.

## Apparecchi ottici con cammino ottico
Una breve lista di apparecchi ottici in cui il cammino ottico gioca un ruolo importante:
- Microscopio ottico
- Telescopio riflettore
- Sestante
- Telescopio
- Microscopio elettronico
- Proiettore
- Lente d'ingrandimento

| Controllo di autorità | GND (DE) 4301748-4 |